# Mohaka (reka)
Reka Mohaka je na severnem otoku Nove Zelandije v vzhodni osrednji regiji Hawke's Bay. Mohaka je maorska beseda, v grobem prevodu pomeni 'prostor za ples'. Iwi (plemena Māori), povezana z reko Mohaka, so Ngāti Pāhauwera, Ngāti Hineuru, Ngāti Tūwharetoa in Mana Ahuriri. Povirje najdemo v pogorjih Kaweka in Kaimanawa. Z območja se vije proti jugovzhodu, preden zavije proti severovzhodu in končno spet proti jugovzhodu, da se izlije v Tihi ocean blizu mesta Mohaka. Na reki Mohaka je veliko sotesk; nekatere strme tudi do 200 m. Njeni glavni pritoki so reke Waipunga, Taharua, Hautapu. Celotna dolžina je 172 kilometrov in odmaka porečje v velikosti 2357 kvadratnih kilometrov.

## Zgodovina
Tradicionalno plemensko ozemlje Ngati Pahauwera je od stičišča reke Te Hoe do njenega ustja. Reka, vključno z vodami, strugo in ribištvom, je taonga Ngati Pahauwera. Še posebej dajejo velik poudarek vlogi, ki jo ima reka v njihovi plemenski identiteti.:1
Mohaka je bila pomembna reka za ribolov in transport že dolgo pred prihodom naseljencev. Arheološke raziskave so odkrile obsežne dokaze o vaseh in začasnih taboriščih vzdolž spodnjega in zgornjega toka reke Mohake. Maori so iz rečne struge zbirali kamne Hangi, taupunga, opunga, poutama, kowhaturi.
Slavni Maor, Te Kooti, naj bi pogosto obiskoval to območje. Razgledna točka Te Kooti, ki naj bi bila prizorišče boja z Britanci, je vidna z reke. Kasneje so Evropejci uporabljali Mohako za prevoz lesa. Leta 2004 je bil na zgornjem delu Mohake zaradi fantastičnega ribolova, slikovitih sotesk in izjemnih možnosti za rekreacijo uveden ukaz za ohranjanje vode. Območje je tudi pomemben habitat za redko modro raco (Hymenolaimus malacorhynchos).
V zadnjem času je priljubljeno mesto za rafting, kajakaštvo, pohodništvo in ribolov.

## Potek in značilnosti

### Gozdni park Kaweka
Zgoraj v pogorju Kaweka je Mohaka vijugasta reka stopnje II z malo stopnje III. Obstaja več kampov Ministrstva za varstvo narave (DOC), vročih bazenov in veliko nemotenega avtohtonega grmovja. Po približno 36 km izteče iz pogorja Kawekas in kmetijska zemljišča postanejo pogostejša. Reka se upočasni, a se kmalu zatem brzice povečajo, ko vodijo v odsek stopnje III. Kampi DOC so še vedno na tem 68 km dolgem odseku.

### Everettov kamp do mostu Te Kooti
Ko se začnejo bolj tehnične brzice stopnje III, reka teče mimo naravnega grmovja bloka Tataraakina na levi in postaje Waitere na desni. Na tem delu je brzica Te Hoe, ki je največja in najdaljša v tem delu. Na tem toku so 3 soteske, ki jih je treba spoštovati.

### Most Te Kooti do Willow Flata
Te Kootijev most označuje začetek stopnje V in konec stopnje III. Za mostom je približno 4 km lahka plovba stopnje II, nato pa bregovi postanejo strmejši in brzice se začnejo z največjo na reki, Long Rapid. Pokrajina na tem odseku vključuje ogromne balvane, slapove, ki padajo s strmih sten kanjona, in očarljive vzorce erozije, ki jih je voda ustvarila na mehkih kamnih. Brzice so neprekinjene celih 18 km, pri čemer je ocena večinoma III+ z nekaj razburljivimi IV/V.

### Willow Flat do mesta Mohaka
Zadnji odsek reke po stopnji V se vrne v stopnjo II, ko se umiri in teče v ocean. Na tem odseku je mogoče videti bolj strme obzidane bregove reke in stranskih potokov, ki se zlivajo navzdol in ustvarjajo precej visoke stopničaste slapove in manjše stranske soteske. Rastlinstvo se spremeni, postane bolj bujno, s srebrno praprotjo ali pungo, ki se sčasoma zmanjša na izkrčeno kmetijsko zemljo proti oceanu.

## Tok
Nivo vode je običajno najvišji spomladi, poleti naravno upada, vendar lahko ob močnem deževju hitro naraste. Zdrsi so pogosti in včasih je mogoče najti drevesa, ki lebdijo ali se zagozdijo med balvani. Obstaja samodejni merilnik reke, ki objavlja informacije o vodostaju (NIWA) ali se za trenutne razmere obrnite na lokalna podjetja za rafting.

## Geologija
Velik del Mohake teče skozi sedimentne kamnine. V zgornjih predelih droba (angleško greywacke) navadno tvori strmejše bregove z manjšimi kamni in prodom, ki tvorijo plitve struge in plaže. Na brežinah začnejo prevladovati konglomerati, peščenjak in apnenec, veliki balvani pa ustvarjajo brzice navzdol skozi odsek stopnje III.
Če se približamo delu V. stopnje, postanejo balvani večji in bregovi se zožijo v globoko sotesko. Veliki konglomeratni bloki tvorijo prvo brzico, nato pa se reka spusti v kanjon sedimentnih kamnin. Čeprav so balvani impresivne velikosti, so še bolj zanimivi zaradi lukenj in vdolbin, ki jih je vanje izdolbla voda. House rock je vreden podrobnejšega ogleda; sredina je bila izrezljana in je dostopna le z luknjo ob strani. Fosilizirane školjke in organske snovi so bile izjemno dobro ohranjene v kamnih.
Po Willow Flat Bridgeu se velikost in pogostost velikih balvanov zmanjšata, nadomestijo pa jih strme terase, pokrite z rastlinjem. Peščenjak in blatnik postajata vse bolj razširjena, ko se reka približuje oceanu, prav tako kmetijska zemljišča.
Približno sedem prelomnic prečka reko Mohaka. Večino jih najdemo v zgornjem delu, najbolj očiten za neusposobljene opazovalce pa je tik nad brzico, imenovano Rdeča skala, v delu stopnje III. Postane očitno, da je bil prelom prečkan, saj se vrsta kamnine skoraj v trenutku spremeni.

## Rekreacija
Komercialni rafting poteka na vseh odsekih Mohake. Večino odsekov je mogoče izvesti kot enodnevni izlet ali pa odseke združiti v večdnevne dogodivščine.
Mohaka ponuja nekaj za vsako raven kajakaštva. Začetniki bodo našli veliko vrtincev in valov na odsekih stopnje II, medtem ko bodo srednje zahtevni kajakaši ocenili stopnjo III bolj zahtevno. Stopnja V je tehnična vožnja za naprednejše kajakaše. Lokalna podjetja za rafting imajo najnovejše informacije in lahko pogosto pomagajo pri organizaciji prevoza.
Zgornji del je najbolj priljubljena destinacija za ribolov v Hawkovem zalivu. Postrv je pogost ulov, poleg različnih vrst avtohtonih rib. V glavnem potočne postrvi najdemo nad mostom Pakaututu, šarenke pa spodaj. Ribolov na nižjih delih ni tako dober, vendar so brzice bolj razburljive in zahtevne.
Pohodništvo je priljubljeno po zgornjem delu. Poti vodijo do vročih vrelcev in dostopa do reke na različnih mestih na poti. Vzdržuje jih Oddelek za ohranjanje.
Pogost je lov na sike in navadne jelene ter prašiče in koze. Potrebno je dovoljenje.

## Galerija
- Mohaka se upogne v mrtvico. Skalna formacija, imenovana Orgle, je blizu dna fotografije
- Wētā, najden v zapuščenem rudniku zlata na reki Mohaka
- Pokrajina na reki Mohaka stopnje 2
- Soteska sedimentnih kamnin Reka Mohaka
- Skale na 3. stopnji
- Vožnja s kajakom po Mohaki
- Veliki balvani stopnja 5
- Viadukt Mohaka